# Younes Reggab
Younes Reggab (nacido en 1975) es un cineasta y guionista marroquí. Es hijo del cineasta Mohamed Reggab. Sus películas se han proyectado en numerosos festivales de cine marroquíes y ha formado parte de los jurados de varios de ellos.

## Filmografía

### Largometrajes
- 2014: Feuilles mortes

### Cortometrajes
- 2003: Khouya
- 2006: Cigarette
- 2006: Caen et Abel
- 2006: Imprévue
- 2006: Nuit d'enfer
- 2008: Minuit
- 2010: Statue